# Cheiridium itapemirinense
Espèce
Synonymes
- Geogarypus itapemirinensis Feio, 1941

Cheiridium itapemirinense est une espèce de pseudoscorpions de la famille des Cheiridiidae.

## Distribution
Cette espèce est endémique d'Espírito Santo au Brésil. Elle se rencontre vers Cachoeiro de Itapemirim.

## Étymologie
Son nom d'espèce, composé de itapemirin et du suffixe latin -ense, « qui vit dans, qui habite », lui a été donné en référence au lieu de sa découverte, Cachoeiro de Itapemirim.

## Publication originale
- Feio, 1941 : Sôbre um curiosa pseudoscorpião. Geogarypus (Geogarypus) itapemirinensis sp. n. (Garypidae: Neobisiinea). Papéis Avulsos do Departamento de Zoologia, Secretaria de Agricultura, São Paulo, vol. 1, p. 241-244.